# Stjörnuvöllur
Samsung völlurinn [ˈsamsʊŋ ˈvœtlʏrɪn], auch bekannt als Stjörnuvöllur [ˈstjœ(r)tnʏˌvœtlʏr̥], ist ein Fußballstadion in Garðabær, Island, südlich von Reykjavík. Es bietet Platz für 1800 Personen. Es hat 1100 Sitzplätze und 700 Stehplätze. Es ist das Heimstadion der isländischen Fußballmannschaft UMF Stjarnan.